# 松井昭憲
松井 昭憲（まつい あきのり、1946年7月23日 - ）は、毎日放送の元アナウンサー。2006年7月から2009年7月までは、同局の専属パーソナリティであった。 

## 来歴・人物
大阪府堺市の出身で、血液型はB型。 「昭憲」という名前は、出生年の1946年に公布された日本国憲法（通称「昭和憲法」）に由来する。
大阪府立泉陽高等学校から同志社大学へ進学。大学時代に出演した『素人名人会』（MBSテレビ）では、敢闘賞を獲得した。
大学卒業の1970年に、アナウンサーとして毎日放送へ入社。同期入社のアナウンサーに、池口和雄（後に報道局長や関連会社・GAORAの監査役などを歴任）や春日貴（現在はミリカスポーツ振興社長）などがいる。
ちなみに、毎日放送での第一志望は営業職で、アナウンサーは第二志望に過ぎなかった。「放送局で『花形の仕事』と言えば営業」と思っていたことに加えて、自分の声質が気に入っていなかったことや、学生時代に音楽大学の教官から「（男性の）アナウンサーはバリトンの声の持ち主であることが望ましいが、あなた（松井）の声はテノール」と言われたことによる。これに対して、当時の同局の入社試験では、（通常はアナウンサー試験でのみ実施される）マイクテストの対象を営業職の志望者にも広げていた。そこでマイクテストに臨んだところ、営業職ではなくアナウンサーとして採用されたという。
毎日放送では、テレビ番組の司会やラジオ番組のパーソナリティなどを担当。『あどりぶランド』（MBSテレビのアナウンサー総出演番組）の名物企画「ハジソン博士の○学」などでは、1年後輩・近藤光史とのやり取りが人気を博した。また、1987年度のギャラクシー賞を受賞した桂三枝（現在の六代 桂文枝）原作のラジオドラマ『公開らくごラマ「大阪レジスタンス」』（1988年3月13日にMBSラジオの『MBSサンデースペシャル』で放送）では、大阪弁のアナウンサー役を演じている。また、在外研修の一環として、アメリカ・ニューヨークのラジオ局で生放送番組に出演した経験を持つ。
1992年5月にアナウンス部から広報部に異動。数年後にアナウンサーとして復帰したが、2006年7月23日に定年で同社を退職した。この退職によって、1975年の同社テレビ部門のネットチェンジ（NETテレビ・東京12チャンネル系列→TBS系列）を体験したアナウンサーは、同社に1人もいなくなった。
定年退職後は、同局の専属パーソナリティとして、MBSラジオのニュースキャスターを担当。2009年7月30日放送の『ノムラでノムラだ♪ EXトラ!』内のニュース（ネットワークTODAY）を最後に、同局での番組出演を終えた。
MBSラジオとの専属出演契約満了後は、放送の現場を離れて、実母の介護や絵画の創作などを優先。その一方で、大阪府箕面市で活動する朗読サークルの「ゆう」で、朗読の指導に当たっている。ただし、2010年8月31日にMBSラジオで放送された毎日放送開局60周年記念番組『31.5時間ラジオ〜MBS史上最大のラジオ祭り 歌でつなげる60年 目指せ1179曲てアンタ!?〜』で、約1年振りに放送へ登場した。さらに、同年10月19日に同局で放送された『MBS開局60周年アワー 音楽の時間ですょ 目指せ1179曲てアンタ!?』では、近藤とともに第2部「特集アワー」のパーソナリティを務めている。
2015年10月5日から2017年3月までは、MBSテレビの情報番組『ちちんぷいぷい』で毎週月曜日に放送された藤林温子（2015年入社のアナウンサー）担当のロケ取材コーナー（「連続たまご紀行」→「朝ごはん食べよッ!」）でナレーターを担当。映像に顔を出す機会はなかったものの、MBSラジオとの専属出演契約満了後初めて、毎日放送の番組にレギュラーで携わっていた。さらに、MBSラジオで2017年7月31日に放送された『おとなの駄菓子屋』では、毎日放送の先輩アナウンサーであったパーソナリティの角淳一と久々の共演を果たしている。

## 人物・エピソード
- 独身生活が長く、公私共に親交の深い近藤が初婚の時期に、当時の近藤の自宅へ居候していたこともある。
- 毎日放送のアナウンサー時代から、ニュース以外の番組へ出演する場合には、先輩の角と同じく大阪弁主体のトークを展開。また、十八番である長嶋茂雄や小林旭の声真似を、折に触れて披露していた。
- 7年間に4台も乗り換えるほどのアメリカ車好きで、ラジオで特別番組（後述）が放送されるほどMLBへの造詣が深い。

## MBS専属パーソナリティ時代の主な出演番組
- ノムラでノムラだ♪ EXトラ!（月～木：16時台のMBSニュース、17時台のMBS制作版ネットワークTODAY、いずれもニュースキャスター）
- さてはトコトン菊水丸（平日版、月～木：12時台のMBSニュース担当）
  - 2008年には、本来出演していない金曜日に、スタジオゲストとして出演した。
- 上泉雄一のええなぁ!（月～木：12時台のMBSニュース担当、2009年7月30日まで出演）
- キャスター松井昭憲のラジオコラム
  - ＜スポーツ編＞～2008MLB探訪（2008年3月2日）
- こんちわコンちゃんお昼ですょ! （2009年7月30日放送分のスタジオゲスト。同番組のパーソナリティは、松井と親交の深い近藤光史）

## MBSアナウンサー時代の主な出演番組

### テレビ
- あどりぶランド[2]
- クイズMr.ロンリー[1][2]
- 福番（2000年10月 - 2001年3月、司会） 
  - 毎週月～木曜日の10:25 - 11:20に関西ローカルで生放送。『ちちんぷいぷい』とスタジオセットを共用していた関係で、『ぷいぷい』シリーズの番組に含まれる。
- MBSニュース（不定期）

### ラジオ
- MBSヤングタウン火曜日[1][2]
  - 「マッちゃんのプレイガムタイム」（「プレイガム」を発売していたカネボウ食品の単独提供による企画ネットコーナー）を担当したほか、1975年10月から1977年3月までは、海原千里・万里と共に火曜日のパーソナリティを務めていた。
- 松井昭憲の700（1975年11月7日 - 1976年4月2日、毎週金曜日7:00 - 8:00に生放送）
- グアムグアムリクエスト（月・火曜日のパーソナリティ）[1][2]
- やる気満々松井昭憲です（木・金曜日のパーソナリティ）
- こちらベスト歌謡曲（『やる気満々』の後継番組で木・金曜日のパーソナリティを担当）
- とびだせ!白銀（ナイターオフ限定のスキー情報番組、メインパーソナリティ）
- ブレーブス・ダイナミック・アワー
- ドラマの風（不定期）
- MBSニュース（不定期）
- それゆけ!（月曜、横山ノックのパートナー）[1]
- 三菱ダイヤモンドハイウェイ（1979年10月 - 1982年10月、当初は全曜日、1980年1月以降は月・火曜日を担当）
- 諸口あきらのイブニングレーダー→情報ラヂオ・スパイス!→MBSニュースワイドアングル
  - いずれも16時台の毎日ニュース（MBSニュース）、17時台のMBS制作版ネットワークTODAYにニュースキャスターとして出演。『イブニングレーダー』前期は火曜担当、同番組の後期から、『ノムラでノムラだ♪ EXトラ!』まで月～木曜担当していた。ちなみに、『三菱ダイヤモンドハイウェイ』は1984年1月から諸口あきらがパーソナリティを引き継いだ後に、同年10月スタートの『イブニングレーダー』へ内包された。
- おはよう!松井さんちの土曜日です（1986年4月12日から土曜日の早朝で放送されていた生ワイド番組、メインパーソナリティ）[2]
- 松ちゃん チェーさんの韓国ホットナウ（1986年10月19日 - 1987年4月5日）
- おおきに松井昭憲です（1996年度のナイターオフ番組）
- おやじでスイマセン!!（1999年度のナイターオフ番組、日替わりパーソナリティの1人）

## 関連人物
- 野村啓司
- 近藤光史
- 松井愛
- 諸口あきら
- 水野晶子
- 伊東正治
- 魚住由紀
- 結城哲郎
- 柏木宏之
- 土井悠平
- 栂井丈治